# Fallaste corazón
Fallaste corazón es una telenovela mexicana de 1968 producida por Valentín Pimstein para Telesistema Mexicano. Protagonizada por Cuco Sánchez con Sonia Furió y Andrea Palma como las villanas de la historia.

## Sinopsis
Esta telenovela cuenta la historia de Lupe (Cuco Sánchez), un humilde trabajador de la Línea 1 del Metro, quien vive en una modesta casa con su esposa Lidia (Sonia Furió), su hijo el niño Toñito y su hostil suegra Cristina (Andrea Palma). Lidia tuvo que casarse con el feo y pobre Lupe al embarazarla su novio Juan Manuel (Carlos Navarro). Lidia encuentra a la rica Teresa, que fue su mejor amiga y que la invita a una fiesta. Para que su esposa pueda ir a la fiesta con vestido nuevo, Lupe hace el trabajo adicional de copiar (transportar) música y él se consigue un smoking de mesero, pero la suegra le dice que Lidia debe ir sola. Para la fiesta, el joyero Ernesto presta a Lidia unas esmeraldas. Teresa presenta en la fiesta a Lupe como cantante; queda oculto que él es marido de Lidia. Lupe sorprende a Ernesto cuando intenta en vano abrazar a Lidia. El pillo Alfonso (Sergio Bustamante), hermano de Lidia y amigo de Ernesto, vende las esmeraldas y dice haberlas perdido. Para pagarlas, Lidia se emplea en la joyería de Ernesto. Alfonso dice a Leticia (Lupita Lara), joven vecina ciega, que Lupe es guapo. Leticia escucha cantar a Lupe en los tendederos de Tlatelolco y se enamora de él. Juan Manuel, ahora empresario, encuentra a Lidia en la joyería y la contrata para cantar en un cabaret, pero ella fracasa con una canción de Lupe. Juan Manuel se sabe por Lidia padre de Toñito, se va Brasil y promete en falso casarse al volver con Lidia, ya divorciada. Alentado por Leticia y contratado por una disquera, Lupe triunfa como compositor. Lupe y Leticia van a casarse, pero ella es operada, Lupe paga la operación, recobra la vista, toma a Alfonso por el músico y se enamora del pillo. Lidia, que ha andado en malos pasos con Ernesto y con otros, propone a Lupe volver con él. Se sabe que en un accidente del auto de Lupe han muerto Lidia y Cristina; Toñito queda grave y muere después de ver a Lupe cantar por televisión "Fallaste corazón".

## Elenco
- Cuco Sánchez ... Guadalupe Peña
- Sonia Furió ... Lidia Larrondo
- Andrea Palma ... Cristina
- Lupita Lara ... Leticia
- Carlos Navarro ... Juan Manuel Salazar
- Sergio Bustamante	... Alfonso Larrondo
- Enrique Aguilar ... Navarro
- Alicia Rodríguez	... Virginia Méndez
- Julieta Bracho ... Ana María
- Julián de Meriche ... Bartolomé
- Fernando Mendoza ... Enrique
- Tomas I. Jaime	... Alejandro
- Olga Morris	... Mirta
- Julio Monterde
- Alicia Reyna
- María Idalia
- Paco Stanley
- Carlos Rodríguez
- Juan Manuel González

## Ficha técnica
- Historia original: Raúl Zenteno
- Tema musical: "Fallaste corazón", interpretada por Cuco Sánchez.
- Episodios: 77 (30 min. c/u)
- Primera emisión: 15 de abril de 1968
- Última emisión: 13 de julio de 1968
- Horario: Lunes a viernes de 17:45 a las 18:15 hrs.
- Dirección: Antulio Jiménez Pons
- Productor: Valentín Pimstein